# 昆阳文庙
昆阳文庙，即昆阳州文庙，位于云南省昆明市晋宁区昆阳街道循礼街，始建于明永乐元年（1403年），清嘉庆二十五年（1820年）迁今址，清光绪三年（1877年）重建。
昆阳文庙现存文明坊，文明坊建于清乾隆九年（1744年），为三间四柱三楼式木结构牌坊。1987年7月，当地政府拨款重修。1989年7月，以“昆阳文明坊”公布为第二批晋宁区文物保护单位。